# Repretel
Repretel – kostarykańska spółka telewizyjna, założona w 1994. Nadaje programy Repretel 4, Repretel 6, Repretel 11 i CDR 2. W latach 1994–2000 nadawało Repretel 9.